# 森山周一郎

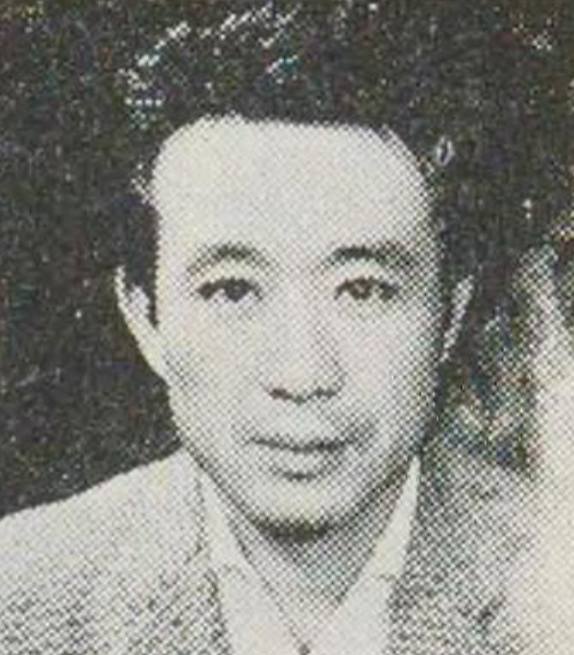
1962年

森山 周一郎（もりやま しゅういちろう、本名：大塚 博夫（おおつか ひろお）、1934年〈昭和9年〉7月26日 - 2021年〈令和3年〉2月8日）は、日本の俳優、声優、ナレーター。愛知県出身。
俳優として舞台やテレビドラマなどに出演する一方で、渋みのある低い声質から声優としても活躍した。

## 略歴

### 生い立ち
愛知県名古屋市生まれ。小学4年生から高校卒業まで犬山市に疎開する。
愛知県立犬山高等学校卒業。在学時は野球部に所属しプロ野球選手を目指していたが、先輩である本多逸郎の縁で実現した中日ドラゴンズとの練習試合で、当時の主力選手だった西沢道夫、児玉利一、杉山悟らの前に滅多打ちにされその夢を断念。野球の次に好きだった映画の道へ進むことを決意したという。

### カメラマン志望から俳優の道へ
1953年3月に上京。当初は映画カメラマンになることを志望していたが、日本文化協会の募集に応募した際、試験官だった巖金四郎から「変わった声をしてるね」と言われたことで役者の道に進む。
カメラマンの学校を出ても、18歳くらいにはカメラは触らせてもらえず、ケーブルをさばいたりするだけのアシスタントしかやらせてもらえないことから、面白くなく、「撮る方をやるのなら、撮られる方を勉強しても間違いはないんじゃないか」と思って役者の勉強を始めたという。
俳優座の養成所に入るために予備校に半年ほど通い、劇団東芸の『蟻の街の奇蹟』を見て感銘を受け、劇団東芸の第1期研究生として入団した。

### 俳優・声優として
日本大学藝術学部映画学科中退。劇団東芸、オールアウトを経て、オフィス森山に所属。
俳優としては、1954年3月、劇団東芸研究生九十業公演『長女』（阿木翁助作・演出）の主演で初舞台を踏む。多くの舞台に立つ一方で、テレビドラマは1954年放映のNHK初の連続ドラマ『夢見る白鳥』第5回にバーの客役でデビュー。以降は映画も含め多くの作品に出演。刑事ドラマ『特別機動捜査隊』ではセミレギュラーの刑事役で出演し、1970年代から90年代にかけての全盛期の時代劇やアクション系作品では、黒幕や暴力団幹部などの重厚な悪役として活躍した。
声優としては渋い声質を買われ、吹き替えの草創期から活躍。ジャン・ギャバンやテリー・サバラス（本人公認）をはじめ、リノ・ヴァンチュラ、スペンサー・トレイシー、チャールズ・ブロンソンのようなハードボイルドな俳優を多数担当した。アニメではスタジオジブリ作品『紅の豚』のポルコ・ロッソ役が有名である。
1999年7月23日、脳梗塞を発症するも、処置が早かったため大事には至らず復帰。ただし、手足のしびれはなかなか改善されず一過性脳虚血発作による不随意運動も起き、退院後も含め半年以上リハビリを続けた。その後、晩年も精力的に活動し、後身の育成にもあたっていた。
2000年から放映されてシリーズ化したテレビドラマ『トリック (テレビドラマ)』の語り部としても活躍した。

### 晩年
2020年12月、自宅で転倒して大腿骨と腰を骨折し体調が悪化。2021年2月8日21時10分、肺炎のため埼玉県内の病院で死去。86歳没。2020年放送のNHK連続テレビ小説『エール』の権藤源蔵役が最後の仕事となった。
2022年10月21日には森山の半生と後輩たちへの思いをつめたドキュメンタリー映画『時には昔の話を/森山周一郎 声優と呼ばれた俳優』が公開された。

## 人物
趣味、特技は野球、ゴルフ、麻雀、囲碁。
昭和9年（1934年）生まれの芸能人による親睦団体「昭和九年会」のメンバーだった。
女優の赤座美代子は親戚である。

## エピソード

### 声優業
独特の渋い声質について、本人は「幼稚園のころからこの声」と語っている。病院の検査では、医師から声帯が二枚半あると言われており、死後は標本にして永久保存することを勧められたという。
ジャン・ギャバンの吹替は、1965年にNETテレビで行われたギャバン出演作の集中放送「ジャン・ギャバン・シリーズ」で初担当。ギャバンとは30歳以上年齢差があったが、視聴者、同業者共に好評であったために以降は専属で担当。森山本人は後に、当たり役となったことでギャバン死後の一時期は「森山も引退か」とささやかれるほど仕事が減ってしまったと語っている。また「これが後の『刑事コジャック』『紅の豚』へとつながっていく」とも回想している。
森山が吹き替えた『刑事コジャック』は『ニューズウィーク』が絶賛するなど当たり役となり、サバラスの吹き替えは他の作品でも専属で担当するようになる。サバラス本人とも交流が生まれ「テリー」「シュー」と呼び合う仲となり、「シュー、俺を日本で有名にしてくれてありがとう」との賛辞をもらったという。
TBS系ではチャールズ・ブロンソンの吹き替えを何本か担当した。その演技が評価されたことで再び脚光があてられ、大塚周夫の次に多くブロンソンを担当する役者となった。ブロンソンの吹替については「ブロンソンは合わないと思った…声帯模写じゃないから、しょせん自分の声で演じるしかないけど、それでも声をつぶして似せようと思って、煙草と酒をばかばかやって、その後の声を鼻に通すと、ブロンソンっぽくなる。それでやったら、業界で好評だったんだ」と回想している。
代表作となった『紅の豚』に関しては、監督の宮崎駿から直接電話でオファーがあったという。当時「アニメは子供が見るマンガ」との考えがあったことや宮崎を知らなかったことから難色を示すが、聞いていた娘が普段と違う様相で「断っちゃダメ!」とのリアクションをしたことでオファーを受諾したという。森山は後に「知らないとは怖いものである」と回想している。

### 仕事に対する姿勢
舞台出身であったことからNGを出すことはほとんどなく、中川信夫などの監督らに気に入られていた。またカンニングを行うのも上手かったと自負している。
役者と声優の違いについては「表現する事では同じ」「体を使って人物を表現するか声のみで表現するかの違いだけ」だと述べている。そのため、声だけは自信がある、という理由で声優を志望する人物には「勘違いしている」とし、「俳優は声優をこなす事は出来ます。この私もそうだったが、しかし声優は俳優をすぐやれと言っても難しい」と発言している。
近年の洋画吹替の衰退ぶりには、たびたび手厳しいコメントを発していた。とり・みきによるインタビューの際、「若手で注目に値する人はいないですか」との質問に対し、「だからいつまで経っても野沢那智が新人なのよ。本人はベテランだと思ってるかもしれないけど、オレたちやもうちょっと年上の人たちに言わせれば野沢那智は新人」と回答したのが書籍にも採録されており、野沢以降に登場してきた俳優たちの声の仕事に感銘を受けたことはない、と苦言を呈している。
声優養成所については、技術は向上したが個性が無く画一的な演技の役者ばかりになったとして「諸悪の根源」と評している。その後、森山は通常の養成所と異なり、技術や上手さより個性を重視した養成所「森山塾」を開校していた。

### 野球
大の野球好きで知られていた。1945年、終戦と共に輸入されたことで興味を持ち始めたという。東京芸能人野球連盟では会長を務め、1980年代の芸能人野球大会（『火曜ワイドスペシャル』のオールスター夢の球宴など）ではアンパイア (主審)を務めた。水島新司からは「野球極道」の称号を贈られたという。野球がテーマの出演作では監修やプレーする場面を一任されることもあった。
小学校6年から中学生チームに入り活動し、犬山高校時代には投手兼外野手としてプレーし活躍した。外野手として出場した起工業高校との試合では、当時起工業の選手だった山内一弘（後の中日ドラゴンズ監督）が打った大飛球を捕球したことがある。その後はアマチュア野球（実業団野球）でプレーし、埼玉県立久喜工業高等学校の監督を務めたこともあった。80歳になった2014年にも明治神宮外苑軟式グラウンドで行われた試合に出場するなど、晩年まで現役プレイヤーであった。
プロ野球では大の中日ファンであり、マスコミ関係者による応援団「われらマスコミ・ドラゴンズ会」（通称：マスドラ会）の2代目会長を2001年から2012年まで務めた。中日スポーツ編集委員の鈴木遍理によると、選手をはじめ監督、コーチ、フロントの姿勢まで、感心を通り越してあきれ返るほどチームを細かく見て分析していたといい、その「愛」の強さから叱咤激励も多かったという。ただし、1984年4月8日に放送された毎日放送アップダウンクイズの「プロ野球ファン大会」では西武ライオンズファンとして出場している。
野球中継へのゲスト出演では、その造詣の深さから他の出演者が押されるほどの多弁さを発揮した。特に2005年5月3日、NHKによる中日-ヤクルト戦の中継にゲスト出演した際は、解説者の小早川毅彦を差し置いてしまうほど発言が多かったため、視聴者からの苦情が240件も殺到したという。なお、この時の中継では小早川がスムーズに解説できるようチャイムを用意しており、森山の独擅場になりそうな場面に対応していた。森山は1979年にテレビ埼玉で放送した全国高等学校野球選手権埼玉大会にもゲスト出演している。

## 出演（俳優）

### テレビドラマ
- 遊星王子（1958年、NTV）
  - 第3話「消えたホームラン王」
  - 第8話「まぼろし大使（中篇）」
- ダイヤル110番（NTV）
  - 第209話「張り込み」（1961年）
  - 第217話「死体なき殺人」（1961年）
  - 第318話「殺人者」（1963年）
- 七人の刑事（TBS）
  - 第1シリーズ 第91話「国道1号」（1963年）
  - 第2シリーズ（1967年）
    - 第271話「消えた被害者」
    - 第286話「私の殺した男」
- 隠密剣士（TBS / 宣弘社プロダクション）
  - 第五部 忍法風摩一族 第9話、第10話（1963年） - 音羽の又造
  - 第九部 傀儡忍法帖 第3話、第7話、第8話、第10話（1964年） - 不知火雅楽頭
- 特別機動捜査隊（NET / 東映） - 大村刑事（1964年 - 1968年） 森山キャップ（1968年 - 1970年）
  - 第130話「ぽんこつ」（1964年） - 三木純平
  - 第453話「狙え! 事件記者」（1970年） - 編集長
  - 第483話「俺は三船刑事だ」（1971年） - 鳥井
  - 第500話「勇気ある女」（1971年） - 哲
  - 第510話「勝利と敗北」（1971年） - 風早
  - 第518話「わが道を行く」（1971年） - 竜崎
  - 第528話「その拳銃を追え」（1971年） - 加藤
  - 第551話「群衆の中の一人」（1972年） - 下元
  - 第565話「誘拐」（1972年） - 大島
  - 第574話「ある女の詩」（1972年） - 岩田
  - 第582話「消えゆく灯」（1972年） - 遠藤
  - 第597話「愛の屈折 銀座」（1973年） - 川井一郎
  - 第604話「金と毒薬と老嬢」（1973年） - 矢野
  - 第614話「死刑囚のプレゼント」（1973年） - 達男
  - 第619話「南国慕情」（1973年） - 一夫
  - 第624話「恐怖のハネムーン」（1973年） - 稲村
  - 第636話「つめたい故郷の風」（1974年） - 川那部進一
  - 第641話「裸の街 東京」（1974年） - 週刊トップ編集長 ※ノンクレジット
  - 第648話「白い死の手錠」（1974年） - 木島
  - 第671話「リルのすべて」（1974年） - 星野
  - 第722話「ある恐怖の体験」（1975年） - 港
  - 第735話「あるニッポンの悲劇」（1975年） - 島村
  - 第772話「妻と愛人のメロディー」（1976年） - 中根晴夫
  - 第784話「ドキュメント逃亡」（1976年） - 井関
- ゼロ戦黒雲隊 第1話「ゼロ戦登場」（1964年、NET / 東映）
- 大河ドラマ（NHK）
  - 太閤記（1965年） - 比田帯刀
  - 源義経（1966年） - 愛甲三十郎
  - 竜馬がゆく（1968年） - 福岡宮内
  - 峠の群像（1982年） - 庄田下総守
  - 春の波涛（1985年） - 千葉勝五郎
  - 徳川慶喜（1998年） - 九条尚忠
- 乗っていたのは二十七人 第18話「犯された巨塔」（1965年、NET / 東映）
- 銀河テレビ小説（NHK）
  - 夏草の輝き（1977年）海老名監督
  - もういちど春（1985年）
- ライオン奥様劇場（CX）
  - 男の償い（1965年、NMC） - 堤大作
  - 女の坂道（1973年、NMC）
  - 愛と悲しみのとき（1973年、国際放映）
  - 徳川の夫人たち（1974年、NMC） - 酒井若狭守
- ウルトラシリーズ（1966年、TBS / 円谷プロ）
  - ウルトラQ 第5話「ペギラが来た!」 - 池田隊員
  - ウルトラマン 第18話「遊星から来た兄弟」 - 村木医師[要出典]
- 三匹の侍（CX）
  - 第4シリーズ 第4話「麝香丸の亡霊」（1966年） - 市助
  - 第5シリーズ 第11話「罠」（1967年） - 武智軍太夫
  - 第6シリーズ 第10話「花かげろう」（1968年） - 水上浩太郎
- 東芝日曜劇場 第593回「くるま宿」（1968年、TBS）
- マイティジャック 第5話「メスと口紅」（1968年、CX / 円谷プロ） - 塚田所員
- 怪奇大作戦 第2話「人喰い蛾」（1968年、TBS / 円谷プロ） - 新田秀実
- 東京バイパス指令 第3話「目には目を」（1968年、NTV / 東宝）
- ザ・ガードマン 第223話「殺し屋四人海を行く」（1969年、TBS / 大映テレビ室）
- 天を斬る（1969年、NET / 東映） 
  - 第3話「待ち伏せ」 - 吉辺十次郎
  - 第12話「襲撃札ノ辻」
- 五番目の刑事（NET / 東映）
  - 第8話「その玩具に手を出すな」（1969年） - 八木
  - 第23話「紅バラは真夜中の匂い」（1970年） - 小山
- 鬼平犯科帳（NET / 東宝）
  - 第1シリーズ
    - 第18話「市松小僧始末」（1970年） - 金次
    - 第57話「お菊と幸助」（1970年） - 伝吉

  - 第2シリーズ 第18話「情事」（1972年） - 宮森忠右衛門
- 人形佐七捕物帳 第5話「折れた扇子」（1971年、NET / 東宝） - 佐伯克馬
- ガッツジュン 第22話「投げろ! 剛球一直線」（1971年、TBS） - 村野監督
- 大忠臣蔵 第43話「散り急ぐ義士」（1971年、NET / 三船プロ） - 野村孝之進
- ターゲットメン 第2話「帰って来た大海賊」（1971年、NET / 東映）
- 清水次郎長 第34話 「ドヂで間抜け三ン下です」（1972年、CX / 東映） - 守田刑部
- プレイガール 第151話「ミステリー・裏切りは女のアクセサリー」（1972年、12ch / 東映） - 岡村
- 弥次喜多隠密道中 第18話「夫婦隠密」（1972年、NTV / 歌舞伎座テレビ室）
- 荒野の素浪人 第1シリーズ（1972年、NET / 三船プロ）
  - 第21話「激闘 竜神峡の反乱」 - 十角
  - 第39話「鷲の巣城 御金蔵破り」 - 飛田伝八郎
  - 第49話「追跡 地獄への身代金」 - 佐伯軍太夫
- さすらいの狼 第15話「罠を放った矢場の女」(1972年、NET / 東映）
- お祭り銀次捕物帳 第8話「幽霊大泥棒」（1972年、CX / 東映） - 文六
- 遠山の金さん捕物帳 (NET / 東映）
  - 第117話「泥棒に嫁入りした女」(1972年） - 卓兵衛
  - 第140話「白州で離縁した女」(1973年） - 吉野屋
- 緊急指令10-4・10-10 第23話「死体を呼ぶ白骨」（1972年、NET / 円谷プロ） - 五味
- ワイルド7 第19話「スポーツクラブ殺人部隊」（1973年、NTV / 国際放映） - コーチ
- 荒野の用心棒（1973年、NET / 三船プロ）
  - 第12話「群狼の宿に愛と死の花が散って…」 - 高遠藩蔵奉行
  - 第29話「黒い葬列団は夕陽に映えて…」 - 桜井主水
- 大江戸捜査網（12ch→TX / 三船プロ） 
  - 第116話「必殺牢の闘い」（1973年） - 秋山彦右衛門
  - 第222話「仕掛けられた前科者」（1975年） - 山崎主水
  - 第267話「偽装殺人の罠」（1976年） - 岩室大膳
  - 第393話「宿無し少年と女掏摸」（1979年） - 松永与十郎
  - 第421話「人質救出 甦る父娘の絆」（1979年） - 吉沢右近
  - 第460話「女忍者傷だらけの復讐」（1980年） - 桑原外記
  - 第486話「大奥の怪 美女殺人事件」（1981年） - 村岡丹波守
  - 第531話「母に託す謎の印籠」（1982年） - 片桐宗次郎
  - 第552話「お白州無用! 孤独の暗殺者」（1982年） - 柳沢兵部
- 太陽にほえろ!（NTV / 東宝）
  - 第84話「人質」（1974年） - 東名信用金庫支店長
  - 第117話「父と子の再会」（1974年） - 成島（竜神会組長）
  - 第155話「家族」（1975年） - 須藤（殺し屋）
  - 第298話「われら七曲署」（1978年） - 西岡太蔵
- ご存知遠山の金さん (1974年、NET / 東映）
  - 第26話「天狗の盗んだ赤ん坊」
  - 第49話「島帰りの拾いもの」 - 越前屋清蔵
- 右門捕物帖 第24話「盗まれた花嫁」（1974年、NET / 東映）
- ご存じ金さん捕物帳 第10話「阿波おどり見参」 (1974年、NET / 東映) - 加納屋
- 剣と風と子守唄 第4話「無情の影」（1975年、NTV / 三船プロ） - 森鉄心
- 長崎犯科帳 第13話「闇に消えた用心棒」（1975年、NTV / ユニオン映画） - 竜太
- 遠山の金さん 第1シリーズ（NET / 東映）
  - 第9話「逃がし屋を追え!!」（1975年） - 飯沢頼母
  - 第41話「今ひとたびの青春に哭け!!」（1976年） - 津国屋
- 夜明けの刑事 第52話「哀しみの蒸気機関車はふるさとを走る!!」（1975年、TBS / 大映テレビ） - 杉村刑事
- 非情のライセンス 第2シリーズ 第65話「兇悪のざんげ」（1976年、NET / 東映） - 兄貴分
- 破れ傘刀舟悪人狩り（1976年、NET / 三船プロ）
  - 第73話「入れ墨の挽歌」 - 河村
  - 第104話「天保やっちゃば秘録」 - 矢沢軍十郎
  - 第118話「天女のような女」 - 杉原直亮
- 破れ奉行（1977年、ANB / 中村プロ）
  - 第10話「愛と憎しみの挽歌」 - 関沢伝十郎
  - 第28話「二十五年目の父子唄」 - 島崎東十郎
- 特捜最前線（ANB / 東映）
  - 第53話「背番号のない刑事!」（1978年） - 木島
  - 第234話「リンチ経営塾・消えた父親たち!」（1981年） - 経営塾三望会事務局長
- 江戸の牙 第8話「対決! 黒い稲妻」（1979年、ANB / 三船プロ） - 板倉内膳正
- 江戸の朝焼け 第1話「鈴虫の男」（1980年、CX / 東宝）
- 西部警察シリーズ（ANB / 石原プロ）
  - 西部警察
    - 第14話「殺し屋参上」（1980年） - 大倉栄治
    - 第27話「傷だらけの白衣」（1980年） - 明石剛三
    - 第100話「爆弾を抱く少女」（1981年） - 日本医師連会長
    - 第125話「約束の報酬」（1982年） - 森岡大造

  - 西部警察 PART-II 第17話「絶命!! 暴走トラック」（1982年） - 軍司勝
  - 西部警察 PART-III 第29話「生命尽きても! 平尾一兵」（1983年） - 黒田健作代議士
- ゴールデン劇場 / 虹子の冒険 第10話「雪が降る」（1981年、ANB）
- 鬼平犯科帳'82 第3シリーズ 第21話「艶婦の毒」（1982年、ANB） - 虫栗の権十郎
- 大都会25時 第15話「レイプ! 哀しみの花嫁衣装」（1987年、ANB / 東映）
- ハングマンGOGO 第14話「正体がバレた! 見えない手が迫る」（1987年） - 毒島源一郎（中央銀行理事長）
- 火曜サスペンス劇場 / 名無しの探偵シリーズ 第5作「殺意のデッサン」（1989年、NTV）
- サーティーン・ボーイ（1985年） - 中西卓也
- マドンナは春風にのって（1990年、NHK）
- 大岡越前（TBS / C.A.L）
  - 第11部 第26話「めでためでたの大岡裁き」（1990年10月15日） - 富田屋伍兵ヱ
  - 第13部 第4話「掏った財布に葵の御紋」（1992年12月7日） - 伊勢本屋
- 水戸黄門（TBS / C.A.L）
  - 第20部 第31話「娘と名乗れぬ女掏摸 -宮津-」（1991年6月10日） - 浜屋
  - 第21部 第18話「悪を蹴散らす神楽面 -備中松山-」（1992年8月3日） - 丸高屋
  - 第22部 第8話「仇討ち悲願の旅芝居 -桑名-」（1993年7月5日） - 大熊重太夫
- 火曜ミステリー劇場 / (秘)芸能界連続殺人 ダイヤモンドに隠された女の一生（1990年、ANB） - 岩倉健一郎
- 悪いこと 第5話「距離」（1992年、CX）
- 金曜時代劇 / はやぶさ新八御用帳（1993年、NHK） - 森藤十郎
- 古畑任三郎 第10話「矛盾だらけの死体」（1994年、CX） - 鵜野忠国
- 木曜劇場 / 29歳のクリスマス 第10話「誰のものでもない、私の人生」（1994年、CX / 共同テレビ） - 木佐隆一郎
- 月曜ドラマスペシャル→月曜ミステリー劇場（TBS）
  - 松本清張特別企画・夜光の階段（1995年、テレパック）
  - 税務調査官・窓際太郎の事件簿 第8作（2002年） - 真鍋啓三
- 愛の劇場（TBS）
  - 新・天までとどけ5（1996年）
  - 温泉へ行こう5（2004年） - 小林
  - スイート10〜最後の恋人〜 第25話「彼女の逆襲!!」（2008年） - 坂本宏
- 水曜ドラマの花束（NHK）
  - 夜会の果て（1997年） - 松方正義
  - 鶴亀ワルツ（2000年）
- 理想の結婚（1997年、TBS） - 井上常務
- NHK正月時代劇 / 上杉鷹山-二百年前の行政改革-（1998年、NHK） - 芋川延親
- 金曜ドラマ（TBS）
  - あきまへんで!（1998年）
    - 第1話「史上最強の家政婦」・第10話「横浜サヨナラ物語」 - 電話の声
    - 第11話「バージンロード」 - 青木純一郎 役

  - 愛なんていらねえよ、夏（2002年）
- 日曜劇場 / サラリーマン金太郎（1999年、TBS） - 大島源造 役
- 土曜ワイド劇場 / おばはん刑事!流石姫子 第7作「横浜港涙の連続殺人」（2002年、ANB） - 後藤孝太郎 役
- お見合い放浪記（2002年、NHK）
- 木曜ドラマ / TRICK 第3シリーズ 第9話「〜最終章〜念で物を生み出す女」（2003年、EX） - 森山周一郎（本人役） 役/本編ナレーション
- はみだし刑事情熱系 PART8（2004年、EX） - 宮村宣彦 役
- 木曜ミステリー（EX）
  - 京都地検の女 第2シリーズ 第1話（2005年） - 森下孝太郎 役
  - 新・科捜研の女 SEASON 6 第5話「魅惑の殺人マジック! 密室の転落死体」（2005年） - ピンキー桃山 役
- 1リットルの涙 第2話「15才、忍びよる病魔」（2005年、CX） - 宮下信太郎 役
- 相棒 season5 第19話「殺人シネマ」（2007年、EX） - 織原晃一郎 役
- NHKスペシャル / 感染爆発〜パンデミック・フルー（2008年1月12日、NHK） - 老患者
- セレブと貧乏太郎（2008年、CX） - 美田園總一郎 役
- 連続テレビ小説（NHK）
  - エール（2020年） - 権藤源蔵（裕一の祖父） 役※遺作

### 映画
- 悪魔と拳銃（1959年、新東宝） - 梶刑事
- さくら盃 義兄弟（1969年、日活） - 辰
- さくら盃 仁義（1969年、日活） - 塩田竜一
- 野獣の復活（1969年、東宝） - 松井
- ゴルゴ13（1973年、東映）※吹き替え
- 鬼輪番（1974年、東宝） - 親鬼
- あゝ決戦航空隊 (1974年、東映)　- 作戦企画班長・寺井義守中佐
- “BLOW THE NIGHT ! ” 夜をぶっとばせ（1983年、ジョイパックフィルム） - 高田南海男
- あなただけグッドナイト あゝ伝次郎（1985年、イーグルズ・カンパニー） - 春美の情夫
- 幻想のParis（1992年、ヒーロー・コミュニケーションズ） - 吉田邦男 ※企画・監督も担当
- Shall we ダンス?（1996年、東宝） - 岸川良
- サラリーマン金太郎（1999年、東宝） - 大島源造
- 釣りバカ日誌イレブン（2000年、松竹） - 堀田常務
- 1リットルの涙（2004年、オールアウト） - リハビリ室の患者
- 透光の樹（2004年、シネカノン） - 大学教授
- ファンタスティポ（2005年、J STORM） - 司会者
- 新スパイガール大作戦〜惑星グリーゼの反乱〜（2012年、ムービープラネット） - ボス

### オリジナルビデオ
- 新・どチンピラ2（1998年、ミュージアム）
- 日本暴力地帯 三（1998年、ミュージアム） - 岩佐組組長 岩佐幸吉

### バラエティ
- ミスターサンデー（1980年、TBS） - 鈴木弘子と共にニュースキャスターを担当
- 危ないダンディー（2004年、BS-i） - ゲスト
- トリビアの泉 〜素晴らしきムダ知識〜（2004年、2005年、フジテレビ） - ネタVTRに出演
- やりすぎコージー（2006年、テレビ東京） - スタジオで芸人のエピソードを朗読
- 行列のできる法律相談所（2007年、日本テレビ） - スタジオでゲスト出演者の著書の一部を朗読
- おぎやはぎの愛車遍歴 NO CAR, NO LIFE!（2013年、BS日テレ） - ゲスト
- 出没!アド街ック天国（2017年、テレビ東京） - ゲスト

### 舞台
- 飛砂（1964年、劇団東芸） - 多賀[29]
- 破戒裁判（1964年、劇団東芸） - 百谷泉一郎[29]
- 家庭教師（1978年、東芸劇場グループスリーインワン）[30]
- ぬいぐるみミュージカル ピーターパン（1979年、劇団飛行船） - 声の出演[31]
- ママ don't cry!（1990年、博品館劇場[32]）

## 出演（声優）
太字はメインキャラクター。

### 吹き替え

#### 俳優
ジャン・ギャバン
- 赤い灯をつけるな（ルイ・ベルタン）
- 暗黒街のふたり（ジェルマン・カズヌーブ）
- 可愛い悪魔（アンドレ・ゴビヨ）※NET版
- 霧の波止場（ジャン）
- 狂恋（マルタン・ルーマニャック）
- 現金に手を出すな（マックス）※NET版
- 殺意の瞬間（アンドレ）
- 殺人鬼に罠をかけろ（メグレ警部）※NET版
- 地獄の高速道路（シャプ）
- シシリアン（ヴィットリオ・マナレーゼ）※東京12チャンネル版（DVD&BD収録）
- ジャン・ギャバン/ドン（オーギュスト）
- 獣人（ジャック）
- その顔をかせ（ル・ケヴィック船長）
- 太陽のならず者（ドニ・ファラン）
- 脱獄の報酬（ランベール）※テレビ朝日版
- 地下室のメロディー（シャルル）
- 罪と罰（ガレット）
- 面の皮をはげ（リュサック）
- 鉄格子の彼方（ピエール）
- どん底（ペペル）※テレビ朝日版
- パリ大捜査網（ジョス）
- フレンチ・カンカン（アンリ・ダングラール）※フジテレビ新録版
- ヘッドライト（ジャン・ビヤール）※NET版、東京12チャンネル版
- 望郷（ペペ）※日本テレビ版
- 皆殺しのバラード（ポール・ベルジェ）
- 夜の放蕩者（バロワ警部）
- レ・ミゼラブル（ジャン・ヴァルジャン、マドレーヌ市長）※TBS新録版
- 我等の仲間（ジャン）

スペンサー・トレイシー
- おー! ウーマンリブ（リチャード）
- おかしなおかしなおかしな世界（カルペッパー警部）※テレビ朝日版（DVD収録）
- 折れた槍（マット・デヴロー）※NET版、フジテレビ版
- 風の遺産（ヘンリー・ドラモンド）※TBS版（DVD収録）
- 可愛い配当（スタンリー・T・バンクス）
- ジキル博士とハイド氏（ヘンリー・‘ハリー’・ジキル、ハイド）
- 少年の町（エドワード・ジョゼフ・フラナガン）
- 大草原（ジム・ブルートン大佐）※NET版
- 日本人の勲章（ジョン・マクリーディ）※日本テレビ版
- ニュールンベルグ裁判（ダン・ヘイウッド）
- 花嫁の父（スタンリー・T・バンクス）※NET版
- ブーム・タウン（ジョナサン・サンド）※NET版
- 北西への道（ロバート・ロジャーズ）※NET版、TBS版

チャールズ・ブロンソン
- 雨の訪問者（ハリー・ドブス）※TBS版（BD収録）
- 軍用列車（ジョン・ディーキン）※TBS版
- 殺人のはらわた（チャーリー）※TBS版（DVD収録）
- 正午から3時まで（グラハム）※TBS版（DVD収録）
- チャトズ・ランド（チャト）
- 扉の影に誰かいる（記憶喪失の男）
- バークレー牧場（テート）
- ホワイト・バッファロー（ワイルド・ビル・ヒコック/ジェームズ・オーティス）※TBS版
- マジェスティック（ヴィンセント・マジェスティック）
- マンダム
- メカニック（アーサー・ビショップ）※TBS版（BD収録）
- レッド・サン（リンク）※TBS版、機内上映版では三船敏郎を担当

テリー・サバラス（本人公認）
- 狼の挽歌（ウェーバー） ※TBS版（BD&DVD収録）
- オフサイド7（ゼノ）※TBS版
- 怪盗軍団（ハリー・モーガン）
- 課外教授（サム・サーチャー）
- カプリコン・1（アルバイン社長）※機内上映版
- キャノンボール2（ハイミー・カプラン）
- 刑事コジャック（セオドポラス・コジャック警部補）
- 荒野のライフル（ドン・カルロス）
- シナトラ徹底こきおろし大会 ※東京12チャンネル版
- J&S/さすらいの逃亡者（フランシスカス保安官）
- 女王陛下の007（エルンスト・スタヴロ・ブロフェルド） ※TBS版（TV吹替初収録特別版DVD収録）
- 新エクソシスト/死肉のダンス（レオナルド）
- 世界殺人公社（ボストウィック）
- ポセイドン・アドベンチャー2（ステファン・スベボ博士） ※日本テレビ版、TBS版（DVD収録）
- ホラー・エクスプレス/ゾンビ特急地獄行（カザン隊長） ※BD版

リノ・ヴァンチュラ
- 恐怖の魔力/メドゥーサ・タッチ（ブリュネル警部）※TBS版（BD収録）
- 殺しの季節（パスカル）
- さらばスパイメイト
- 女王陛下のダイナマイト（アントワーヌ〈アントニオ〉・ベレット）※NET版
- バラキ（ヴィト・ジェノヴェーゼ）※テレビ朝日版（DVD&BD収録）・テレビ東京版
- 冒険者たち（ローラン・ダルバン）※TBS版（BD収録）
- 冒険また冒険（リノ）
- ラムの大通り（コーネリアス）※NET版
- ローマに散る（ロガス警部）※TBS版

リチャード・ブーン
- 極底探険船ポーラーボーラ（マステン・トラスト）
- クレムリンレター/密書
- 独立騎兵隊

#### 洋画
- 愛情物語（ルー・シャーウッド〈ジェームズ・ホイットモア〉）
- アラビアのロレンス（ベイ将軍〈ホセ・フェラー〉）※日本テレビ版
- アレキサンダー大王（ピリッポス2世〈フレドリック・マーチ〉）※TBS版
- カーツーム ※NETテレビ版
- 片目のジャック（ボブ・エモリー〈ベン・ジョンソン〉）
- ガンマン無頼（シスコ〈ホセ・スアレス〉）※NET版
- 禁断の惑星（モービアス博士〈ウォルター・ピジョン〉） ※テレビ朝日版2
- グラン・プリ（三船敏郎）
- ゲッタウェイ（ジャック・ベニヨン〈ベン・ジョンソン〉） ※フジテレビ版
- 現金に体を張れ（ランディ・ケナン〈テッド・デ・コルシア〉）※テレビ朝日版（BD収録）
- 荒野の1ドル銀貨（ピーター・クロス）
- 荒野の七人（ハリー・ラック〈ブラッド・デクスター〉） ※テレビ朝日版（DVD&BD収録）
- 殺しが静かにやって来る（ルイジ・ピスティッリ）
- さすらいの狼（ジョルジュ・ジェル） ※テレビ朝日版
- サムライ（フランソワ・ペリエ） ※テレビ朝日版
- ジェット・ローラー・コースター（リチャード・ウィドマーク） ※日本テレビ版
- 地獄と高潮（モンテル教授〈ヴィクトル・フランサン〉）
- 死の追跡（フランク・ブランド〈ロッド・テイラー〉）※テレビ朝日版
- 死亡遊戯（スタイナー〈ヒュー・オブライエン〉）
- シャドーチェイサー/地獄の殺戮アンドロイド（キンダーマン〈ジョス・アクランド〉） ※フジテレビ版
- ダーティ・チェイサー/凶悪犯死の大逃走500キロ（ガストーネ・モスキン）
- 脱走の谷/恐怖の人妻誘拐（ヴィンス・エドワーズ）
- 月世界征服（セイヤー将軍〈トム・パワーズ〉）
- トコリの橋（フレドリック・マーチ）※TBS版
- ドラゴン怒りの鉄拳（橋本力）※TBS版
- ナバロンの要塞（ロイ・フランクリン少佐〈アンソニー・クエイル〉） ※テレビ朝日版
- バウンド（ジーノ〈リチャード・C・サラフィアン〉） ※テレビ東京版
- バトルクリーク・ブロー（ドミニチ〈ホセ・フェラー〉[33]）※フジテレビ版（DVD&BD収録）
- ハムレット（クローディアス〈ミハイル・ナズワーノフ〉）※テレビ朝日版
- バンディドス（エンリコ・マリア・サレルノ）
- バンドレロ（ジュリー・ジョンソン保安官〈ジョージ・ケネディ〉）※TBS版（DVD収録）
- ビクター/ビクトリア（トディー〈ロバート・プレストン〉）
- ビッグ・ガン（ニック・グスト〈リチャード・コンテ〉） ※テレビ朝日版
- ピラミッド（クフ王〈ジャック・ホーキンス〉）※NET版
- 昼下りの決斗（ギル・ウェストラム〈ランドルフ・スコット〉） ※テレビ東京版
- 蛇女の脅怖（トム〈マイケル・リッパー〉）※NET版
- ファントマ 危機脱出（ファントマ〈ジャン・マレー〉）※TBS新録版
  - ファントマ 電光石火 ※TBS新録版
- フランケンシュタイン 死美人の復讐（フランケンシュタイン〈ピーター・カッシング〉）
  - フランケンシュタインの復讐
- 北西騎馬警官隊（ジャック・コルボー〈ジョージ・バンクロフト〉）
- 星空の用心棒（コッブ〈コンラード・サン・マルティン〉）※NET版
- 街の野獣（グレゴリウス〈スタニスラウス・ズビスコ〉）
- 夜の刑事（フォンタナ〈アドルフォ・チェリ〉）※NET版
- ラスト・アクション・ヒーロー（トニー・ビバルディ〈アンソニー・クイン〉） ※フジテレビ版（デラックスエディションBlu-ray収録）
- レジョネア 戦場の狼たち（ルシアン・ガルガーニ〈ジム・カーター〉） ※テレビ東京版

#### 海外ドラマ
- インベーダー　#2 (大臣〈ダブズ・グリア〉)
- 宇宙大作戦（カーン・ノニエン・シン〈リカルド・モンタルバン〉）
- 新・刑事コロンボ 殺意のキャンパス（マックス・バーシーニ〈パトリック・ボーショー〉）
- サンフランシスコ捜査線（英語版）（マイク・ストーン〈カール・マルデン〉）
- スパイ大作戦
  - 録音ワイヤーは何処だ（長官）
  - 戦慄のスパイ養成所（ティソー・カスター）
  - シンジケートをばらせ（フランク・ベイツ）
  - 裏の裏（アレックス・ローウェル）
  - 対奴隷作戦（前・後編）（デ・グルート）
  - 王手!（ミュラー）
  - 殺人者の罠（トム）
  - 奇跡のカムバック（Part 1, 2）（ステイチェック）
  - 殺し屋を消せ!（フランク）
  - 皆殺し波止場（モーガン）
  - 偽装パーティー（バレニコフ）
  - 対決! ハスラーの決戦（クレッブ）
- 0011ナポレオン・ソロ 第14第・第41話（ウォルター）、第74話（ヴィクター・カマック〈ダーレン・マクギャヴィン〉）
- タイムトンネル
  - 「秘密兵器A-13」（フルーダ大佐〈マイケル・アンサラ〉）
  - 「恐怖の街」（アンドロ・リーダー〈ヴィンセント・ベック〉）
- 電撃スパイ作戦 #8（ジョスト大尉〈ウィリアム・ゴテル〉）、#16（グイド・セルバーニ〈ポール・スタッシーノ〉）、#22（クレイン〈ポール・エディントン〉）
- 逃亡者 #2（ライアン刑事〈トミー・ファレル〉）、第98話（ジョニー）、第105話（ジム・ロス〈ヴァル・エイヴリー〉）
- 特捜班CI-5（コーレイ部長〈ゴードン・ジャクソン〉）
- 特攻ギャリソンゴリラ（英語版）（チェザーレ・ダノーヴァ）
- ミステリーゾーン3 #8「子供の世界」（ミスター・フレモント〈ジョン・ラーチ〉）
- 名探偵モンク5 第14話「芸術は爆発だ!」（ペーチャ〈ピーター・ストーメア〉）
- バークレー牧場（チャールズ・ブロンソン）※ブロンソン初担当作品
- プリズン・ブレイク（ジョナサン・クランツ〈レオン・ラッサム〉）

#### 海外アニメ
- ウォーターシップダウンのうさぎたち（ウーンドウォード将軍）
- ビアンカの大冒険 ゴールデン・イーグルを救え!（マクリーチ）
- ランゴ（ビュフォード）
- リトル・マーメイド（フロットサム&ジェットサム）
  - リトル・マーメイド (テレビアニメ)

#### 人形劇
- キャプテン・スカーレット
  - 無人機をストップ!（情報員042）
  - にせミステロンあらわる!（クルーガー）
- サンダーバード ベネロープの危機（ゴッドバー博士）
- ジョー90 危険な女スパイ（カールソン）

### テレビアニメ
1964年
- ビッグX（外人首領）

1965年
- 宇宙少年ソラン（スメール）
- スーパージェッター（逃がし屋バリコン）

1967年
- リボンの騎士（ガマー）

1968年
- サスケ（糸瓜狂之助、糸瓜斬死郎、不知火陣内）
- ファイトだ!!ピュー太（武器商人の男）

1969年
- 忍風カムイ外伝（月影）

1970年
- タイガーマスク（1970年 - 1971年、鉄腕ジョー / ストロング・アーム、ザ・ミシガニアン）

1972年
- ゲゲゲの鬼太郎（第2作）（悪魔ブエル）

1976年
- ブロッカー軍団IVマシーンブラスター（大野安兵衛）

1979年
- アニメーション紀行 マルコ・ポーロの冒険（フビライ・ハーン）
- まえがみ太郎（火の鳥）

1980年
- キャプテン（青葉の監督）
- 鉄腕アトム (アニメ第2作)（ワルプルギス）

1996年
- ルパン三世 トワイライト☆ジェミニの秘密（ドルーネ）※友情出演

1999年
- ルパン三世 愛のダ・カーポ〜FUJIKO'S Unlucky Days〜（バートン）

2001年
- デジモンテイマーズ（神の声、スーツェーモン）

2002年
- ルパン三世 EPISODE:0 ファーストコンタクト（ガルベス）

2012年
- ヨルムンガンド（ナレーション） - 2シリーズ

2014年
- 残響のテロル（間宮俊造）

### 劇場アニメ
1979年
- くるみ割り人形（詩人）

1980年
- 火の鳥2772 愛のコスモゾーン（ボルカン）

1981年
- さよなら銀河鉄道999 アンドロメダ終着駅（老パルチザン）

1982年
- わが青春のアルカディア（老トカーガ兵）

1986年
- ドラゴンボール 神龍の伝説（グルメス王）

1992年
- 紅の豚（ポルコ・ロッソ）

1993年
- 獣兵衛忍風帖（榊兵部）
- ドラえもん のび太とブリキの迷宮（ナポギストラー）

2002年
- ドラえもん のび太とロボット王国（デスター）

2017年
- THE ANCESTOR（ご先祖様）

### OVA
- トウキョウ・バイス（1988年、浜田代議士）

### ゲーム
1997年
- 天外魔境 第四の黙示録（レッド・ベア）

2000年
- 免許をとろう（本郷啓二）

2001年
- Adventure of TOKYO Disney SEA 〜失われた宝石の秘密（フロットサム&ジェットサム）
- 免許をとろうDX 2001年度版（本郷啓二）

2002年
- キングダム ハーツ（フロットサム&ジェットサム）

2003年
- 特打ヒーローズ 宇宙戦艦ヤマト タイピング波動砲（土方竜）

2004年
- うお 7つの水と伝説のヌシ（アロワナのヌシ）

2008年
- イナズマイレブン（響木正剛）
- ラストレムナント（ワグラム）

2011年
- エルシャダイ（アザゼル）
- ファイナルファンタジー零式（シド・オールスタイン）

2014年
- Thief（イライアス・ノースクレスト男爵）

2015年
- ブレイブリーセカンド

2018年
- スーパードラゴンボールヒーローズ（グルメス王）

### 特撮ドラマ
- ウルトラマン 第38話「宇宙船救助命令」（1967年、TBS / 円谷プロ） - アーサー船長の声
- マイティジャック （1968年、CX / 円谷プロ）第2話「K52を奪回せよ」 - Qのボスの声、第5話　「メスと口紅」- 塚田
- ジャンボーグA（1973年、MBS / 円谷プロ） - アンチゴーネの声 ※第14話、第15話にもクレジットされているが未出演
- ゴルゴ13（1973年、東映実写版） - ワルター（シーランダミ）の声
- 非情のライセンス 第2シリーズ 第57話「兇悪の壁」（1975年、NET / 東映） - 脅迫者の声
- 飛べ!孫悟空（1978年、TBS） - ゲパルツ団長の声
- ムー一族（1978年、TBS） - 一条の声
- 時代劇スペシャル / 八幡鳩九郎（1981年、CX / 勝プロ） - 紫公方の声
- 勇者ヨシヒコと悪霊の鍵（2012年、テレビ東京） - 皇帝の声

### ナレーション（テレビドラマ・映画・舞台）
- シルバー仮面・シルバー仮面ジャイアント（1971年 - 1972年、宣弘社、TBS）
- 日本の首領（1977年 - 1978年、東映）
- 特捜最前線（1977年 - 1978年、テレビ朝日）※52話までオープニング及び予告のナレーター
- 大追跡（1978年、日本テレビ） ※オープニングおよび予告編ナレーション
- ザ・ハングマン 燃える事件簿・ザ・ハングマンII（1980年 - 1982年、ABC）
- マルサの女2（1988年、東宝）※予告編ナレーション
- ミンボーの女（1992年、東宝）※予告編ナレーション
- MMR未確認飛行物体（1996年、フジテレビ）※オープニングのナレーション
- TRICK（2000年 - 2005年、テレビ朝日）※オープニングのナレーション
- TRICK劇場版（2002年、東宝）※オープニングのナレーション
  - TRICK劇場版2（2006年、東宝）
  - 劇場版TRICK 霊能力者バトルロイヤル（2010年、東宝）
  - トリック劇場版 ラストステージ（2014年、東宝）
- 花ざかりの君たちへ〜イケメン♂パラダイス〜（2007年、フジテレビ）※オープニングのナレーション
- セレブと貧乏太郎 （2008年、フジテレビ）※オープニングのナレーション
- 内田康夫旅情サスペンス 岡部警部シリーズ シーラカンス殺人事件（2009年、フジテレビ）
- 三毛猫ホームズの推理（2012年、日本テレビ） ※番組宣伝
- コドモ警察（2012年、MBS・TBS）※オープニングのナレーション
- 映画 コドモ警察（2013年）※オープニングのナレーション
- 舞台「うんぷてんぷ」 - 御上の声（2013年）

### ナレーション（バラエティ・ガイド）
- 歌謡プロムナード 〜歌うのはあなた〜（1979年 - 1988年、NHK総合、BS-2）
- 笑う犬の冒険（フジテレビ） - はっぱ隊のコントのゲスト、「紅の豚」での名ゼリフを口にしていた
- 大人はおとな（読売テレビ） - 中村泰士、佐川満男、泉本教子が司会。ゲストに質問していくナレーションを担当。
- トリビアの泉 〜素晴らしきムダ知識〜（フジテレビ） - 2006年8月9日放送分の副音声（影のナレーター）、紅の豚のポルコ・ロッソとして。なお、シルエットは紅色だった。
- ダウンタウンのごっつええ感じ（フジテレビ）
- タイピングソフト 宇宙戦艦ヤマト拡散波動砲（土方竜）
- 少年頭脳カトリ（フジテレビ） - 上様の声
- 石井竜也コンサートツアー2006「DANCE NYLON」〜ナイロンクラブで逢いませう〜（愛原鍵物語：ドン・チッチオーネ役〈声〉）
- SMAP×SMAP "CRAFT COWBOY 工作の達人 '07夏休み特別企画 ペットボトル工作"（2007年、フジテレビ） - 天の声
- いきなり!黄金伝説。（2008年、テレビ朝日）「離島で0円生活」 - ナレーション・ブタのポーちゃん
- 和風総本家（2009年、テレビ大阪）「鰯一匹で幸せになる方法」 - 鰯（イワシ）の声
- ろーかる直送便「ワンダフル東北 百年の時を越えて 〜秋田県小坂町・康楽館〜」（2010年、NHK）
- BS歴史館「"至宝"の外交史(1) モナリザはなぜ海を渡ったのか?」（2011年、NHK BSプレミアム） - シャルル・ド・ゴール元大統領 役（声）
- トクして遊ぶ!買い物天国（2011年、テレビ東京） - ナレーション
- 爆笑 大日本アカン警察（2010年、2011年、フジテレビ）
- インテリーズマンション（2011年、日本テレビ）
- 5MEN旅（2011年、日本テレビ） - ボスの声
- SF超大作「テラノバ」完全攻略 （2012年、BS日テレ）
- 国立新美術館開館5周年 「セザンヌ - パリとプロヴァンス」 （音声ガイド：ポール・セザンヌ役）（2012年）
- 目撃!日本列島 南海地震の前兆をつかめ〜在野の地震研究者の挑戦〜（2012年、NHK）
- 昭和は輝いていた 第7回 “愛のスカイライン”（2013年、BSジャパン）
- 金曜カーソル（2013年、WOWOWプライム）

### ラジオ
- 連続ラジオ小説「火の鳥 乱世編」（ナレーター）（1980年3月3日 - 3月21日、NHKラジオ第1放送）
- パパイヤ鈴木のディスコ居酒屋（2002年、NHKラジオ第1放送）
- Tokyo Copywriters' Street（2007年9月、エフエム東京）
- いとしのオールディーズ（2007年10月、2012年12月、NHKラジオ第1放送）
- 日曜喫茶室（2007年12月、NHK-FM）
- 今日は一日“SORAソング”三昧 ヒコーキ・ラジオ NHK002便（2014年11月24日、NHK-FM）
  - スタジオゲストとして「紅の豚」制作秘話を中心に語った。

### CM
※注記が無いテレビCMはすべてナレーションのみ。一部のテレビCMは顔出しで出演した。ローカルCMは中京ローカルが多いが、他の地域で放映したローカルCMのナレーションを務めたことがある。

#### テレビ

##### 全国CM
- アートネイチャー
  - 企業広告（1982年、出演・倉持明）
- エステー化学
  - 「キレーパー」（1982年）
- サッポロビール
  - 「ヱビス スタウト クリーミートップ（黒ビール）」（2012年、注文の多いBAR篇。猫の声）
- サントリー
  - 「エクセレンス（ウイスキー）」（1977年）
  - 「V.S.O.P」（1979年）
  - 「サントリーローヤル」（1980年）
  - 「レゼルブ」（1982年、出演・ナスターシャ・キンスキー）
- シーボン
  - 「シーボン・スキンファクター」（1980年）
- すかいらーく
  - 「ガスト・ハミ出るビーフステーキセット」（2010年、映画「トリック」とのコラボレーションキャンペーン）
- トミー
  - 「特捜最前線」（1980年、外国人ボスの吹き替え）
- トヨタフォークリフト
  - 「トヨタオレンジフォークリフト」（1982年）
  - 企業広告（1986年、チェス篇）
- ナムコット
  - 「スカイキッド」（1986年）
  - 「スーパーゼビウス ガンプの謎」（1986年）
  - 「バベルの塔」（1986年）
  - 「マッピーランド」（1986年）
  - 「ワルキューレの冒険 時の鍵伝説」（1986年）
- ブリヂストン
  - 「スーパーフィラーラジアル」（1980年）
  - 「スーパーフィラーラジアル310（）ターボ」（1983年）
- ネッスル日本 → ネスレ日本
  - 「ネスカフェ・ゴールドブレンド」（1972年、違いがわかる男篇。出演・遠藤周作）

※2008年に（同商品の）『まもりながら、変えてゆく篇』が放映された。出演・遠藤周作、唐沢寿明（※CGによる合成で共演）。
- モード学園
  - 企業広告（1981年、豚に真珠篇。1985年、コア・モード篇）
- モービル石油
  - 「モービル1」（1981年、目玉焼き篇）
- 旭光学
  - 「ペンタックス・ME-F」（1981年）
- 味の素
  - 「ほんだし鰹まる」（1983年）
- 大関
  - 「ワンカップ大関」（2014年、出演・指原莉乃）
  - 「ワンカップO（）」（2014年、出演・指原莉乃）
- 小野田セメント
  - 「トムキャット」（1980年、顔出し出演。気体消火器の商品名）
- 花王石鹸（※販売当時の社名）
  - 「コルゲートMFPはみがき」（1977年）
- 家庭教師のトライ
  - 企業広告（『特捜最前線』とのコラボレーションCM。アフレコのみ）
- 佐川急便
  - 企業広告（1984年）
- 昭和石油
  - 「Yes」（1979年。エンジンオイルの商品名）
- 東芝EMI
  - 「群青日和」（2004年。東京事変の楽曲）
- 東洋物産
  - 企業広告（1981年 - 1982年）
- 長瀬産業（※かつてのコダック総代理店）
  - 「ディスクカメラ」（1983年）
- 日産自動車
  - 「エルグランド」（2007年 - 2008年）
- 日本ハム
  - 企業広告（1980年代、贈り物篇）
- 日本マクドナルド
  - 「チキンフィレオ」（2004年、再登場篇）
  - 「トマトチキンフィレオ」（2005年、顔出し出演。ナレーションも兼任）
- 日本農産工業
  - 「ヨード卵・光」（1986年、出演・東八郎）
- 藤本
  - 「ピップエレキバン」（1983年頃、テリー・サバラスのそっくりさんの吹き替え。出演・横矢勲（当時の藤本会長））
  - 「ダダン」（1991年）
- 丸井
  - 「世界のブランド」（1977年、探偵篇）
  - 「あすは定休」・「あすは営業」（ともに1978年（※定休日の有無を知らせるCM）。音楽・樋口康雄）
- 三貴
  - 「カメリアダイヤモンド」（1979年 - 1981年）
- 三田工業
  - 企業広告（1981年、「コピーに行くか？、コピーが来るか？」篇）
- 三菱自動車工業
  - 「ギャランΣ」（※「三菱・ギャラン」の3代目。マイナーチェンジ後は顔出し出演。ラジオCMも担当）
- 明治
  - 「ヘルシーソフト オフスタイル」（2011年、出演・松下奈緒）
- 四谷学院
  - 企業広告（「熱心な先生が2人つく」篇）
- ENEOS
  - 「サスティナ（エンジンオイル） 実感レポート」（女性客篇。自動車の声）

ほか多数

##### ローカルCM
- アツミメガネ
  - 企業広告（1979年、中京ローカル）
- お墓のかんのんや
  - 企業広告（中京ローカル）
- オリエンタル
  - 「男乃カレー」（1980年代、中京ローカル）
- ニュージャパン観光
  - 「ニュージャパン・レディースサウナ」（1980年代、関西ローカル）
- まつや
  - 「とり野菜みそ」（2014年、石川県ローカル）
- ライオン
  - 「バファリングリーン」（関東ローカル（※関東地区限定発売）。出演・辰巳琢郎）
- 足立宝石店
  - 「D&D144（）ダイヤモンド」（1979年、関西ローカル）
- 憩企業
  - 「相模湖ローヤルA館」（関東ローカル。薬膳料理のレストランを併設したラブホテル）
- 壽商店（）
  - 企業広告（1980年代、中京ローカル）
- 白石物産商事
  - 「白石温麺（）」（1986年、宮城県ローカル）
- 東宝薬品
  - 「キエルミンG」（1987年、関西ローカル。顔出し出演）
- 永田屋
  - 「永田や仏壇店」（中京ローカル）
- 別寅かまぼこ
  - 企業広告（1980年代、関西ローカル）
- C.G.プランニングス
  - 企業広告（1991年、中京ローカル）

ほか

##### 映画CM
- ユニヴァーサル映画
  - 『ジョーズ'87 復讐篇』（1987年）
- 20世紀フォックス
  - 『ダイ・ハード3』（1995年）

#### ラジオ

##### 商品など
- キャニオン・レコード
  - 「かもめはかもめ」（1978年、研ナオコの楽曲）
- サントリー
  - 「愛鳥キャンペーン 鳥劇団」（2006年）
- ソニー
  - 「ゴング」（1977年、ステレオラジオカセット）
  - 企業広告（1970年代）
- ゼネラル石油
  - 「ニューゴールデンスーパー」（1980年前後）
  - 企業広告（1980年前後）
- ブルボン
  - 「プチ」
- 朝日新聞社
  - 「週刊朝日百科」
- 的場製餡所
  - 「的場の小倉あん」（関東ローカル）
- アコム
  - 企業広告

ほか

##### 映画CM
- 日本ヘラルド映画
  - 『ジョーイ』（1977年）

### その他
- 全日本女子プロレスWWWA世界シングル王座選手権試合(敗者引退マッチ)ジャッキー佐藤対マキ上田戦スペシャルリングアナウンサー
- イントロ（feat. 森山周一郎）（ラッパ我リヤ 『ラッパ我リヤ伝説』所収）
- 平光淳之助のひるワイド・2時の家庭百貨(1981) 野沢那智、向井真理子と『荒野の一つ星』の1シーンの生アフレコ。主演のジュリアーノ・ジェンマが野沢、テレサ・ジンベラが向井、森山は神父役。

## 著書
- 『冬はかならず春 : 我が娘の登校拒否、そして今…』高橋書店、1984年6月15日。NDLJP:12038683。

## 舞台演出
- 白いバス（1977年、東芸劇場グループスリーインワン）[47]
- デタラメ党正直派（1977年、東芸劇場グループスリーインワン）[48]
- 絶涯（1977年、東芸劇場グループスリーインワン）[48]
- 小さな責任（1980年、劇団東芸）[49]
- 家庭教師（1980年、劇団東芸）[50]
- 華麗なるイミテーション（1981年、東芸劇場プロデュース公演）[51]
- 竹の花（1982年、劇団東芸）[52]
- 四人患者（1985年、東芸劇場プロデュース）[53]